# جزیره وستوک

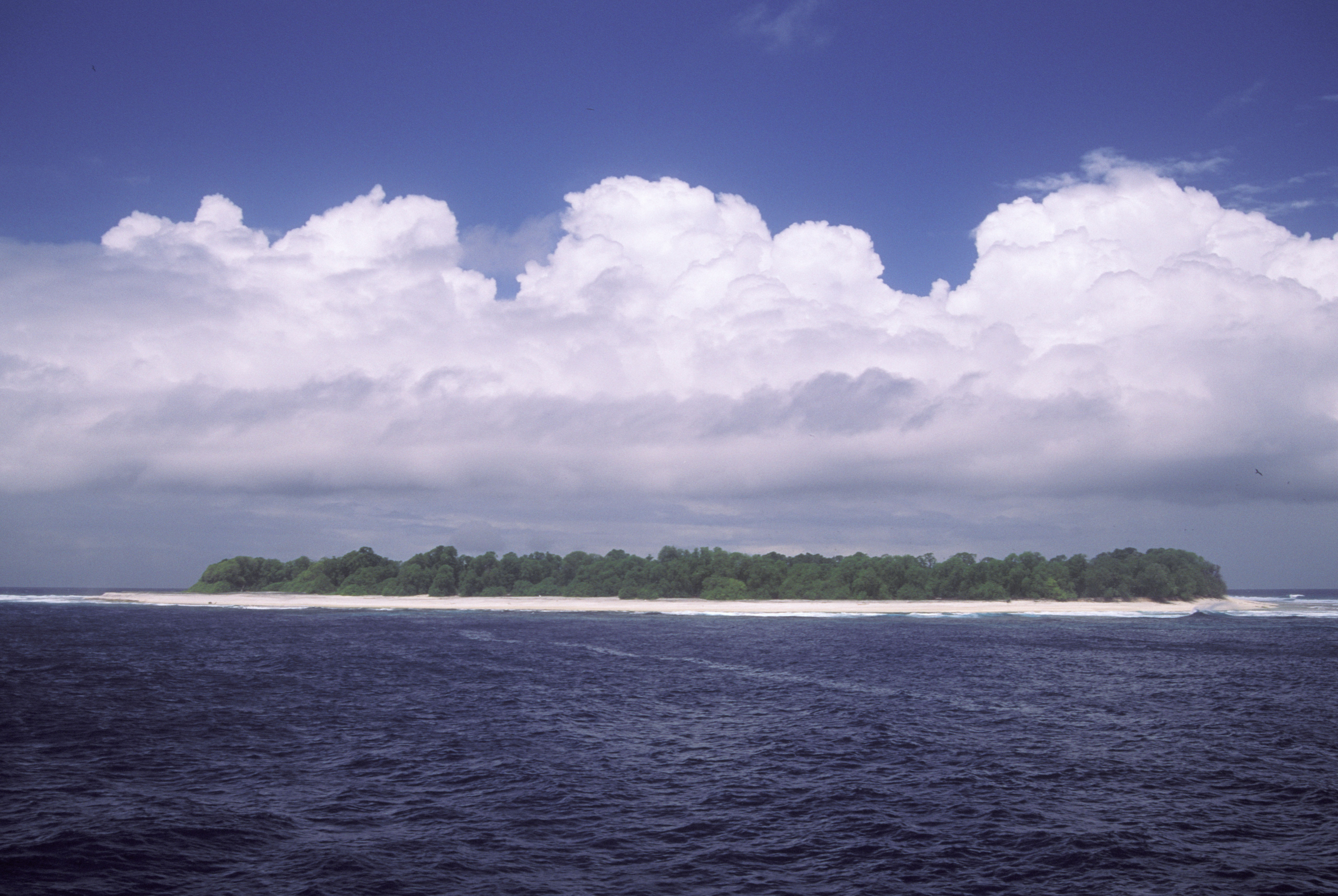
جزیره وستوک

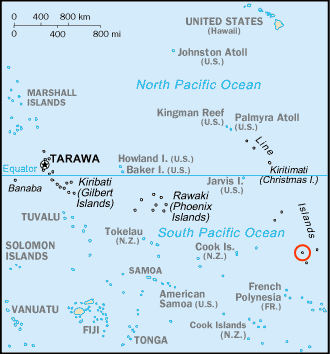

جزیره وستوک (انگلیسی: Vostok Island) یک جزیره مرجانی غیرمسکونی در میانه اقیانوس آرام است و بخشی از جزایر لاین متعلق به جمهوری کیریباتی به‌شمار می‌رود. این جزیره نخستین بار در سال ۱۸۲۰ توسط مکتشف روسی فابین گوتلیب فن بلینگسهاوزن شناسایی شد که وی نام «وستوک» (در زبان روسی به معنای «شرق») را بر روی آن گذاشت.

## جغرافیا
جزیره وستوک پهنه‌ای از خشکی به مساحت ۲۴ هکتار را می‌پوشاند و نزدیک‌ترین همسایگان آن عبارتند از جزیره فلینت در ۱۵۸ کیلومتری جنوب‌شرق، جزیره کارولین در ۲۳۰ کیلومتری شرق و جزیره مالدن در ۷۰۹ کیلومتری شمال و شمال‌شرق. طول جزیره وستوک ۱٫۳ کیلومتر و مثلثی‌شکل است.
عرض ساحل جزیره از ۲۵ تا ۳۰ متر متغیر بوده و ترکیبی از مرجان و ماسه است. این جزیره فاقد تالاب داخلی و آب شیرین است.